# Liga Argentina de Voleibol 2012-13
La Liga A1 de Vóley 2012-13, por razones de patrocinio Liga Argentina Nativa Nación, fue la decimoséptima edición desde la implantación de esta competencia nacional de clubes, se inició el 8 de noviembre de 2012 con el partido inaugural de temporada entre UPCN San Juan y PSM Vóley, y finalizó el 22 de abril de 2013 con el partido final entre UPCN San Juan y Buenos Aires Unidos, que coronó a "los cóndores" como campeones por tercera vez en su historia.

## Equipos participantes
| Club                       | Localidad                           | 13-14                  | P  | C |
| -------------------------- | ----------------------------------- | ---------------------- | -- | - |
| Boca Río Uruguay Seguros   | Buenos Aires                        | Subcampeón (5.°)       | 7  | - |
| Buenos Aires Unidos        | Mar del Plata, Buenos Aires         | Cuartos de final (4.°) | 2  | - |
| Personal Bolívar           | Bolívar, Buenos Aires               | Semifinales (1.°)      | 10 | 6 |
| Gigantes del Sur           | Neuquén, Neuquén                    | Fase regular (10.°)    | 7  | - |
| La Unión de Formosa        | Formosa, Formosa                    | Semifinales (2.°)      | 5  | - |
| Olimpo de Bahía Blanca     | Bahía Blanca, Buenos Aires          | no participó           | 0  | - |
| PSM Vóley                  | Puerto General San Martín, Santa Fe | Cuartos de final (8.°) | 3  | - |
| Sarmiento Santana Textiles | Resistencia, Chaco                  | Cuartos de final (7.°) | 2  | - |
| UNTreF Vóley               | Tres de Febrero, Buenos Aires       | 1.° (Liga A2)          | 0  | - |
| UPCN San Juan              | San Juan, San Juan                  | Campeón (3.°)          | 5  | 2 |

## Modo de disputa
Fase regular
Los equipos se enfrentarán todos contra todos a tres rondas, una vez como local y una vez como visitante. Para reducir el calendario, los equipos juegan dos partidos por fin de semana, denominados «weekends».
A los equipos se los ordenará en una tabla de posiciones según sus resultados y del primero al octavo inclusive accederán a la siguiente fase. Para ordenarlos en la tabla se tienen en cuenta los resultados en los partidos de la siguiente manera:
- Por partido ganado en cuatro sets se otorgan 3 puntos.
- Por partido empatado en cuatro sets se otorga 1 punto más un punto al ganador del quinto set.
- Por partido perdido no se otorgan puntos.

Play-offs
Los ocho equipos participantes se los emparejará de manera tal que los mejores equipos de la anterior fase se enfrenten a los peores.
| 1.º - 8.º 4.º - 5.º | 2.º - 7.º 3.º - 6.º |

Cada llave se juega al mejor de cinco partidos, donde los equipos ubicados del 1.° al 4.° puesto tienen ventaja de localía, jugando los dos primeros partidos como local, luego los dos segundos partidos como visitante, y de ser necesario un quinto juego, nuevamente como local, así, los mejores equipos disputan tres partidos en su estadio.
Los cuatro ganadores se emparejan nuevamente de manera tal que el mejor clasificado se enfrente al peor clasificado y los otros dos equipos se eliminen entre sí. En esta fase también existe la ventaja de localía y también se disputa al mejor de cinco partidos. Los ganadores de las llaves acceden a la final, mientras que los perdedores dejan de participar.
La final se disputa al mejor de cinco partidos entre los dos equipos que ganaron las semifinales y el ganador de la misma se proclama como campeón de la Liga A1 en esta temporada.
El campeón además clasifica al Campeonato Sudamericano de Clubes.

## Copa Máster
La Copa Máster la disputaron los cuatro mejores equipos de la temporada pasada y fue la primera competencia oficial de la temporada. Se jugó completamente en el Estadio Luis Conde, de Boca Juniors. Se consagró campeón Personal Bolívar por primera vez en lo que fue la tercera edición de la competencia.
|  | Semifinales              | Semifinales |                     |                  | Final                    | Final        |  |
|  |                          |             |                     |                  |                          |              |  |
|  |                          |             |                     |                  |                          |              |  |
|  | Boca Río Uruguay Seguros | 2           |                     |                  |                          |              |  |
|  | Boca Río Uruguay Seguros | 2           |                     |                  |                          |              |  |
|  | Personal Bolívar         | 3           |                     |                  |                          |              |  |
|  | Personal Bolívar         | 3           |                     | Personal Bolívar | 3                        |              |  |
|  |                          |             |                     | Personal Bolívar | 3                        |              |  |
|  |                          |             | UPCN San Juan Vóley | 2                |                          |              |  |
|  | UPCN San Juan Vóley      | 3           | UPCN San Juan Vóley | 2                |                          |              |  |
|  | UPCN San Juan Vóley      | 3           |                     |                  |                          |              |  |
|  | Buenos Aires Unidos      | 1           |                     |                  | Tercer lugar             | Tercer lugar |  |
|  | Buenos Aires Unidos      | 1           |                     |                  | Tercer lugar             | Tercer lugar |  |
|  |                          |             |                     |                  |                          |              |  |
|  |                          |             |                     |                  | Boca Río Uruguay Seguros | 2            |  |
|  |                          |             |                     |                  | Boca Río Uruguay Seguros | 2            |  |
|  |                          |             |                     |                  | Buenos Aires Unidos      | 3            |  |
|  |                          |             |                     |                  | Buenos Aires Unidos      | 3            |  |
|  |                          |             |                     |                  |                          |              |  |

Semifinales
| Fecha         | Local            | Resul | Visitante           | Set 1 | Set 2 | Set 3 | Set 4 | Set 5 |
| ------------- | ---------------- | ----- | ------------------- | ----- | ----- | ----- | ----- | ----- |
| 12 de octubre | UPCN San Juan    | 3 - 1 | Buenos Aires Unidos | 25-17 | 25-21 | 19-25 | 25-21 |       |
| 12 de octubre | Boca Río Uruguay | 2 - 3 | Personal Bolívar    | 21-25 | 20-25 | 25-22 | 25-23 | 11-15 |

Tercer puesto
| Fecha         | Local            | Resul | Visitante           | Set 1 | Set 2 | Set 3 | Set 4 | Set 5 |
| ------------- | ---------------- | ----- | ------------------- | ----- | ----- | ----- | ----- | ----- |
| 13 de octubre | Boca Río Uruguay | 2 - 3 | Buenos Aires Unidos | 19-25 | 21-25 | 25-21 | 25-20 | 12-15 |

Final
| Fecha         | Local            | Resul | Visitante     | Set 1 | Set 2 | Set 3 | Set 4 | Set 5 |
| ------------- | ---------------- | ----- | ------------- | ----- | ----- | ----- | ----- | ----- |
| 13 de octubre | Personal Bolívar | 3 - 2 | UPCN San Juan | 25-22 | 33-35 | 24-26 | 25-21 | 15-13 |

## Copa ACLAV
La Copa ACLAV de esta temporada fue la octava edición y participaron los diez equipos de la Liga. Tras seis partidos jugados, UPCN San Juan Vóley se consagró campeón por primera vez.

## Fase regular
| Pos. | Equipo                     | Partidos | Partidos | Partidos | Sets | Sets | Tantos | Tantos | Pts |
| Pos. | Equipo                     | PJ       | PG       | PP       | SG   | SP   | TG     | TP     | Pts |
| ---- | -------------------------- | -------- | -------- | -------- | ---- | ---- | ------ | ------ | --- |
| 1.º  | Buenos Aires Unidos        | 27       | 24       | 3        | 75   | 25   | 2381   | 2085   | 70  |
| 2.º  | Personal Bolívar           | 27       | 20       | 7        | 69   | 31   | 2398   | 2175   | 61  |
| 3.º  | UPCN San Juan              | 27       | 21       | 6        | 67   | 27   | 2229   | 1990   | 60  |
| 4.º  | Boca Río Uruguay Seguros   | 27       | 16       | 11       | 60   | 49   | 2446   | 2421   | 46  |
| 5.º  | Sarmiento Santana Textiles | 27       | 15       | 12       | 56   | 50   | 2376   | 2339   | 44  |
| 6.º  | La Unión de Formosa        | 27       | 13       | 14       | 49   | 55   | 2323   | 2378   | 39  |
| 7.º  | PSM Vóley                  | 27       | 8        | 19       | 43   | 67   | 2356   | 2505   | 27  |
| 8.º  | Gigantes del Sur           | 27       | 9        | 18       | 38   | 68   | 2291   | 2470   | 24  |
| 9.º  | UNTreF Vóley               | 27       | 7        | 20       | 33   | 67   | 2162   | 2311   | 24  |
| 10.º | Olimpo de Bahía Blanca     | 27       | 2        | 25       | 24   | 75   | 2071   | 2359   | 10  |

|  |                                  |
|  | Clasificados a cuartos de final. |

### Resultados
| Fecha 1        | Fecha 1      | Fecha 1 | Fecha 1          | Fecha 1        | Fecha 1 | Fecha 1 | Fecha 1 | Fecha 1 | Fecha 1 |
| Fecha          | Local        | Resul   | Visitante        | Estadio        | Set 1   | Set 2   | Set 3   | Set 4   | Set 5   |
| -------------- | ------------ | ------- | ---------------- | -------------- | ------- | ------- | ------- | ------- | ------- |
| 8 de noviembre | BA Unidos    | 3 - 0   | UNTreF Vóley     | Once Unidos    | 25-23   | 25-18   | 25-17   |         |         |
| 8 de noviembre | La Unión (F) | 3 - 1   | Gigantes del Sur | Cincuentenario | 25-20   | 25-19   | 19-25   | 28-26   |         |
| 8 de noviembre | Sarmiento    | 3 - 0   | Olimpo (BB)      | Alejo Gronda   | 25-20   | 25-21   | 25-22   |         |         |
| 8 de noviembre | Boca RUS     | 2 - 3   | Personal Bolívar | Luis Conde     | 25-20   | 25-27   | 20-25   | 25-23   | 13-15   |

| Fecha 2         | Fecha 2      | Fecha 2 | Fecha 2          | Fecha 2             | Fecha 2 | Fecha 2 | Fecha 2 | Fecha 2 | Fecha 2 |
| Fecha           | Local        | Resul   | Visitante        | Estadio             | Set 1   | Set 2   | Set 3   | Set 4   | Set 5   |
| --------------- | ------------ | ------- | ---------------- | ------------------- | ------- | ------- | ------- | ------- | ------- |
| 10 de noviembre | UNTreF Vóley | 0 - 3   | Personal Bolívar | Bicentenario, Morón | 16-25   | 20-25   | 26-28   |         |         |
| 10 de noviembre | BA Unidos    | 3 - 1   | Boca RUS         | Once Unidos         | 25-16   | 25-20   | 23-25   | 25-21   |         |
| 10 de noviembre | La Unión (F) | 3 - 1   | Olimpo (BB)      | Cincuentenario      | 23-25   | 26-24   | 25-19   | 25-23   |         |
| 10 de noviembre | Sarmiento    | 3 - 1   | Gigantes del Sur | Cincuentenario      | 25-22   | 25-22   | 23-25   | 29-27   |         |

| Fecha 3         | Fecha 3      | Fecha 3 | Fecha 3          | Fecha 3             | Fecha 3 | Fecha 3 | Fecha 3 | Fecha 3 | Fecha 3 |
| Fecha           | Local        | Resul   | Visitante        | Estadio             | Set 1   | Set 2   | Set 3   | Set 4   | Set 5   |
| --------------- | ------------ | ------- | ---------------- | ------------------- | ------- | ------- | ------- | ------- | ------- |
| 15 de noviembre | UPCN         | 3 - 0   | La Unión (F)     | Aldo Cantoni        | 25-19   | 26-24   | 25-23   |         |         |
| 15 de noviembre | PSM Vóley    | 0 - 3   | Sarmiento        | Gimnasio Paraná     | 20-25   | 21-25   | 17-25   |         |         |
| 15 de noviembre | Boca RUS     | 3 - 1   | Gigantes del Sur | Bicentenario, Morón | 25-18   | 28-30   | 25-23   | 25-16   |         |
| 15 de noviembre | UNTreF Vóley | 3 - 0   | Olimpo (BB)      | Bicentenario, Morón | 25-16   | 25-16   | 25-23   |         |         |

| Fecha 4         | Fecha 4      | Fecha 4 | Fecha 4          | Fecha 4             | Fecha 4 | Fecha 4 | Fecha 4 | Fecha 4 | Fecha 4 |
| Fecha           | Local        | Resul   | Visitante        | Estadio             | Set 1   | Set 2   | Set 3   | Set 4   | Set 5   |
| --------------- | ------------ | ------- | ---------------- | ------------------- | ------- | ------- | ------- | ------- | ------- |
| 17 de noviembre | UPCN         | 3 - 0   | Sarmiento        | Aldo Cantoni        | 25-19   | 25-23   | 25-20   |         |         |
| 17 de noviembre | PSM Vóley    | 2 - 3   | La Unión (F)     | Gimnasio Paraná     | 21-25   | 22-25   | 28-26   | 25-21   | 18-20   |
| 17 de noviembre | Boca RUS     | 3 - 1   | Olimpo (BB)      | Bicentenario, Morón | 25-21   | 30-28   | 23-25   | 25-15   |         |
| 17 de noviembre | UNTreF Vóley | 1 - 3   | Gigantes del Sur | Bicentenario, Morón | 27-25   | 23-25   | 21-25   | 23-25   |         |

| Fecha 5         | Fecha 5          | Fecha 5 | Fecha 5          | Fecha 5             | Fecha 5 | Fecha 5 | Fecha 5 | Fecha 5 | Fecha 5 |
| Fecha           | Local            | Resul   | Visitante        | Estadio             | Set 1   | Set 2   | Set 3   | Set 4   | Set 5   |
| --------------- | ---------------- | ------- | ---------------- | ------------------- | ------- | ------- | ------- | ------- | ------- |
| 22 de noviembre | Boca RUS         | 2 - 3   | UPCN San Juan    | Luis Conde          | 13-25   | 25-18   | 17-25   | 25-20   | 11-25   |
| 22 de noviembre | Gigantes del Sur | 0 - 3   | Personal Bolívar | Parque Central      | 24-26   | 22-25   | 15-25   |         |         |
| 22 de noviembre | Olimpo (BB)      | 0 - 3   | BA Unidos        | Norberto Tomas      | 23-25   | 22-25   | 19-25   |         |         |
| 22 de noviembre | UNTreF Vóley     | 3 - 2   | PSM Vóley        | Bicentenario, Morón | 25-22   | 22-21   | 19-25   | 21-25   | 15-13   |

| Fecha 6         | Fecha 6          | Fecha 6 | Fecha 6          | Fecha 6             | Fecha 6 | Fecha 6 | Fecha 6 | Fecha 6 | Fecha 6 |
| Fecha           | Local            | Resul   | Visitante        | Estadio             | Set 1   | Set 2   | Set 3   | Set 4   | Set 5   |
| --------------- | ---------------- | ------- | ---------------- | ------------------- | ------- | ------- | ------- | ------- | ------- |
| 24 de noviembre | Boca RUS         | 3 - 2   | PSM Vóley        | Luis Conde          | 20-25   | 25-20   | 25-22   | 21-25   | 15-12   |
| 24 de noviembre | UNTreF Vóley     | 3 - 0   | UPCN San Juan    | Bicentenario, Morón | 25-19   | 25-20   | 25-19   |         |         |
| 24 de noviembre | Gigantes del Sur | 1 - 3   | BA Unidos        | Parque Central      | 16-25   | 19-25   | 25-21   | 23-25   |         |
| 24 de noviembre | Olimpo (BB)      | 1 - 3   | Personal Bolívar | Norberto Tomas      | 27-25   | 22-25   | 12-25   | 20-25   |         |

| Fecha 7         | Fecha 7       | Fecha 7 | Fecha 7          | Fecha 7         | Fecha 7 | Fecha 7 | Fecha 7 | Fecha 7 | Fecha 7 |
| Fecha           | Local         | Resul   | Visitante        | Estadio         | Set 1   | Set 2   | Set 3   | Set 4   | Set 5   |
| --------------- | ------------- | ------- | ---------------- | --------------- | ------- | ------- | ------- | ------- | ------- |
| 29 de noviembre | UPCN San Juan | 3 - 1   | Personal Bolívar | Aldo Cantoni    | 26-28   | 27-25   | 25-15   | 25-23   |         |
| 29 de noviembre | PSM Vóley     | 1 - 3   | BA Unidos        | Gimnasio Paraná | 25-27   | 21-25   | 25-23   | 18-25   |         |
| 29 de noviembre | La Unión (F)  | 0 - 3   | Boca RUS         | Cincuentenario  | 22-25   | 21-25   | 19-25   |         |         |
| 29 de noviembre | Sarmiento     | 3 - 0   | UNTreF Vóley     | Alejo Gronda    | 26-24   | 26-24   | 25-16   |         |         |

| Fecha 8        | Fecha 8       | Fecha 8 | Fecha 8          | Fecha 8         | Fecha 8 | Fecha 8 | Fecha 8 | Fecha 8 | Fecha 8 |
| Fecha          | Local         | Resul   | Visitante        | Estadio         | Set 1   | Set 2   | Set 3   | Set 4   | Set 5   |
| -------------- | ------------- | ------- | ---------------- | --------------- | ------- | ------- | ------- | ------- | ------- |
| 1 de diciembre | UPCN San Juan | 1 - 3   | BA Unidos        | Aldo Cantoni    | 25-19   | 21-25   | 21-25   | 23-25   |         |
| 1 de diciembre | PSM Vóley     | 1 - 3   | Personal Bolívar | Gimnasio Paraná | 25-20   | 23-25   | 17-25   | 30-32   |         |
| 1 de diciembre | La Unión (F)  | 3 - 1   | UNTreF Vóley     | Cincuentenario  | 22-25   | 25-18   | 25-22   | 25-22   |         |
| 1 de diciembre | Sarmiento     | 0 - 3   | Boca RUS         | Alejo Gronda    | 26-28   | 22-25   | 22-25   |         |         |

| Fecha 9        | Fecha 9          | Fecha 9 | Fecha 9       | Fecha 9            | Fecha 9 | Fecha 9 | Fecha 9 | Fecha 9 | Fecha 9 |
| Fecha          | Local            | Resul   | Visitante     | Estadio            | Set 1   | Set 2   | Set 3   | Set 4   | Set 5   |
| -------------- | ---------------- | ------- | ------------- | ------------------ | ------- | ------- | ------- | ------- | ------- |
| 6 de diciembre | Gigantes del Sur | 0 - 3   | UPCN San Juan | Parque Central     | 20-25   | 20-25   | 18-25   |         |         |
| 6 de diciembre | Olimpo (BB)      | 2 - 3   | PSM Vóley     | Norberto Tomas     | 25-22   | 23-25   | 27-25   | 23-25   | 10-15   |
| 6 de diciembre | Personal Bolívar | 3 - 0   | La Unión (F)  | Polideportivo GELP | 25-17   | 29-27   | 25-21   |         |         |
| 6 de diciembre | BA Unidos        | 3 - 1   | Sarmiento     | Once Unidos        | 25-16   | 22-25   | 25-19   | 25-20   |         |

| Fecha 10       | Fecha 10         | Fecha 10 | Fecha 10      | Fecha 10            | Fecha 10 | Fecha 10 | Fecha 10 | Fecha 10 | Fecha 10 |
| Fecha          | Local            | Resul    | Visitante     | Estadio             | Set 1    | Set 2    | Set 3    | Set 4    | Set 5    |
| -------------- | ---------------- | -------- | ------------- | ------------------- | -------- | -------- | -------- | -------- | -------- |
| 8 de diciembre | Gigantes del Sur | 3 - 1    | PSM Vóley     | EPET N.° 3, Neuquén | 25-9     | 21-25    | 25-19    | 25-23    |          |
| 8 de diciembre | Olimpo (BB)      | 0 - 3    | UPCN San Juan | Norberto Tomas      | 12-25    | 22-25    | 23-25    |          |          |
| 8 de diciembre | Personal Bolívar | 2 - 3    | Sarmiento     | Polideportivo GELP  | 22-25    | 25-21    | 25-17    | 21-25    | 10-15    |
| 8 de diciembre | BA Unidos        | 3 - 1    | La Unión (F)  | Once Unidos         | 25-16    | 25-19    | 24-26    | 25-17    |          |

| Fecha 11        | Fecha 11         | Fecha 11 | Fecha 11     | Fecha 11            | Fecha 11 | Fecha 11 | Fecha 11 | Fecha 11 | Fecha 11 |
| Fecha           | Local            | Resul    | Visitante    | Estadio             | Set 1    | Set 2    | Set 3    | Set 4    | Set 5    |
| --------------- | ---------------- | -------- | ------------ | ------------------- | -------- | -------- | -------- | -------- | -------- |
| 13 de diciembre | Personal Bolívar | 3 - 0    | Boca RUS     | Rep. de Venezuela   | 26-24    | 25-20    | 25-19    |          |          |
| 13 de diciembre | BA Unidos        | 3 - 0    | UNTreF Vóley | Once Unidos         | 26-24    | 25-16    | 25-20    |          |          |
| 13 de diciembre | Gigantes del Sur | 1 - 3    | La Unión (F) | EPET N.° 3, Neuquén | 14-25    | 31-29    | 19-25    | 18-25    |          |
| 13 de diciembre | Olimpo (BB)      | 2 - 3    | Sarmiento    | Norberto Tómas      | 20-25    | 22-25    | 25-23    | 25-20    | 11-15    |
| 13 de diciembre | UPCN San Juan    | 3 - 0    | PSM Vóley    | Aldo Cantoni        | 25-17    | 25-23    | 25-19    |          |          |

| Fecha 12        | Fecha 12         | Fecha 12 | Fecha 12     | Fecha 12            | Fecha 12 | Fecha 12 | Fecha 12 | Fecha 12 | Fecha 12 |
| Fecha           | Local            | Resul    | Visitante    | Estadio             | Set 1    | Set 2    | Set 3    | Set 4    | Set 5    |
| --------------- | ---------------- | -------- | ------------ | ------------------- | -------- | -------- | -------- | -------- | -------- |
| 15 de diciembre | Personal Bolívar | 3 - 0    | UNTreF Vóley | Rep. de Venezuela   | 25-17    | 25-15    | 25-21    |          |          |
| 15 de diciembre | BA Unidos        | 3 - 1    | Boca RUS     | Once Unidos         | 24-26    | 25-19    | 25-19    | 25-21    |          |
| 15 de diciembre | Gigantes del Sur | 0 - 3    | Sarmiento    | EPET N.° 3, Neuquén | 22-25    | 23-25    | 20-25    |          |          |
| 15 de diciembre | Olimpo (BB)      | 1 - 3    | La Unión (F) | Norberto Tómas      | 24-26    | 25-18    | 14-25    | 19-25    |          |

| Fecha 13    | Fecha 13     | Fecha 13 | Fecha 13         | Fecha 13            | Fecha 13 | Fecha 13 | Fecha 13 | Fecha 13 | Fecha 13 |
| Fecha       | Local        | Resul    | Visitante        | Estadio             | Set 1    | Set 2    | Set 3    | Set 4    | Set 5    |
| ----------- | ------------ | -------- | ---------------- | ------------------- | -------- | -------- | -------- | -------- | -------- |
| 10 de enero | La Unión (F) | 0 - 3    | UPCN San Juan    | Cincuentenario      | 17-25    | 22-25    | 23-25    |          |          |
| 10 de enero | Sarmiento    | 2 - 3    | PSM Vóley        | Alejo Gronda        | 25-27    | 25-27    | 26-24    | 25-23    | 12-15    |
| 10 de enero | Boca RUS     | 2 - 3    | Gigantes del Sur | Luis Conde          | 30-28    | 23-25    | 15-25    | 25-23    | 14-16    |
| 10 de enero | UNTreF Vóley | 0 - 3    | Olimpo (BB)      | Bicentenario, Morón | 22-25    | 16-25    | 22-25    |          |          |

| Fecha 14    | Fecha 14         | Fecha 14 | Fecha 14         | Fecha 14            | Fecha 14 | Fecha 14 | Fecha 14 | Fecha 14 | Fecha 14 |
| Fecha       | Local            | Resul    | Visitante        | Estadio             | Set 1    | Set 2    | Set 3    | Set 4    | Set 5    |
| ----------- | ---------------- | -------- | ---------------- | ------------------- | -------- | -------- | -------- | -------- | -------- |
| 12 de enero | La Unión (F)     | 3 - 2    | PSM Vóley        | Cincuentenario      | 19-25    | 19-25    | 25-17    | 25-23    | 15-11    |
| 12 de enero | Sarmiento        | 3 - 0    | UPCN San Juan    | Alejo Gronda        | 25-22    | 29-27    | 25-22    |          |          |
| 12 de enero | Boca RUS         | 3 - 0    | Olimpo (BB)      | Luis Conde          | 25-11    | 28-26    | 25-15    |          |          |
| 12 de enero | UNTreF Vóley     | 2 - 3    | Gigantes del Sur | Bicentenario, Morón | 26-28    | 25-18    | 23-25    | 25-21    | 13-15    |
| 12 de enero | Personal Bólivar | 1 - 3    | BA Unidos        | Rep. de Venezuela   | 23-25    | 25-21    | 25-27    | 20-25    |          |

| Fecha 15    | Fecha 15         | Fecha 15 | Fecha 15         | Fecha 15                     | Fecha 15 | Fecha 15 | Fecha 15 | Fecha 15 | Fecha 15 |
| Fecha       | Local            | Resul    | Visitante        | Estadio                      | Set 1    | Set 2    | Set 3    | Set 4    | Set 5    |
| ----------- | ---------------- | -------- | ---------------- | ---------------------------- | -------- | -------- | -------- | -------- | -------- |
| 17 de enero | UPCN San Juan    | 3 - 0    | Boca RUS         | Aldo Cantoni                 | 25-20    | 25-16    | 25-17    |          |          |
| 17 de enero | PSM Vóley        | 3 - 0    | UNTreF Vóley     | Gimnasio Paraná              | 25-23    | 25-17    | 25-21    |          |          |
| 17 de enero | Gigantes del Sur | 0 - 3    | Personal Bolívar | Ruca Ché                     | 16-25    | 27-29    | 18-25    |          |          |
| 17 de enero | Olimpo (BB)      | 3 - 0    | BA Unidos        | Polideportivo, Monte Hermoso | 25-19    | 25-17    | 25-21    |          |          |
| 17 de enero | La Unión (F)     | 2 - 3    | Sarmiento        | Cincuentenario               | 25-21    | 25-22    | 19-25    | 16-25    | 9-15     |

| Fecha 16    | Fecha 16         | Fecha 16 | Fecha 16         | Fecha 16                               | Fecha 16 | Fecha 16 | Fecha 16 | Fecha 16 | Fecha 16 |
| Fecha       | Local            | Resul    | Visitante        | Estadio                                | Set 1    | Set 2    | Set 3    | Set 4    | Set 5    |
| ----------- | ---------------- | -------- | ---------------- | -------------------------------------- | -------- | -------- | -------- | -------- | -------- |
| 19 de enero | UPCN San Juan    | 3 - 0    | UNTreF Vóley     | Aldo Cantoni                           | 25-17    | 25-23    | 27-25    |          |          |
| 19 de enero | PSM Vóley        | 2 - 3    | Boca RUS         | Gimnasio Paraná                        | 25-16    | 25-20    | 25-27    | 20-25    | 9-15     |
| 19 de enero | Gigantes del Sur | 1 - 3    | BA Unidos        | Ruca Ché                               | 26-24    | 14-25    | 17-25    | 17-25    |          |
| 19 de enero | Olimpo (BB)      | 0 - 3    | Personal Bolívar | Polideportivo Municipal, Monte Hermoso | 22-25    | 16-25    | 19-25    |          |          |
| 19 de enero | La Unión (F)     | 3 - 1    | Sarmiento        | Cincuentenario                         | 25-21    | 25-23    | 17-25    | 25-19    |          |

| Fecha 17    | Fecha 17         | Fecha 17 | Fecha 17      | Fecha 17            | Fecha 17 | Fecha 17 | Fecha 17 | Fecha 17 | Fecha 17 |
| Fecha       | Local            | Resul    | Visitante     | Estadio             | Set 1    | Set 2    | Set 3    | Set 4    | Set 5    |
| ----------- | ---------------- | -------- | ------------- | ------------------- | -------- | -------- | -------- | -------- | -------- |
| 24 de enero | Personal Bolívar | 3 - 1    | UPCN San Juan | Rep. de Venezuela   | 29-27    | 23-25    | 25-19    | 25-19    |          |
| 24 de enero | BA Unidos        | 3 - 0    | PSM Vóley     | Once Unidos         | 25-17    | 25-19    | 25-23    |          |          |
| 24 de enero | Boca RUS         | 3 - 1    | La Unión (F)  | Luis Conde          | 28-30    | 25-21    | 25-23    | 25-17    |          |
| 24 de enero | UNTreF Vóley     | 2 - 3    | Sarmiento     | Bicentenario, Morón | 25-22    | 20-25    | 22-25    | 25-23    | 14-16    |
| 24 de enero | Gigantes del Sur | 3 - 2    | Olimpo (BB)   | Ruca Ché            | 16-25    | 25-22    | 27-29    | 25-19    | 15-11    |

| Fecha 18    | Fecha 18         | Fecha 18 | Fecha 18      | Fecha 18            | Fecha 18 | Fecha 18 | Fecha 18 | Fecha 18 | Fecha 18 |
| Fecha       | Local            | Resul    | Visitante     | Estadio             | Set 1    | Set 2    | Set 3    | Set 4    | Set 5    |
| ----------- | ---------------- | -------- | ------------- | ------------------- | -------- | -------- | -------- | -------- | -------- |
| 26 de enero | Personal Bolívar | 3 - 2    | PSM Vóley     | Rep. de Venezuela   | 25-21    | 20-25    | 19-25    | 25-20    | 15-8     |
| 26 de enero | BA Unidos        | 3 - 1    | UPCN San Juan | Once Unidos         | 25-20    | 24-26    | 25-16    | 25-21    |          |
| 26 de enero | Boca RUS         | 3 - 2    | Sarmiento     | Bicentenario, Morón | 22-25    | 25-16    | 19-25    | 25-17    | 15-9     |
| 26 de enero | UNTreF Vóley     | 0 - 3    | La Unión (F)  | Bicentenario, Morón | 20-25    | 26-28    | 21-25    |          |          |

| Fecha 19    | Fecha 19      | Fecha 19 | Fecha 19         | Fecha 19        | Fecha 19 | Fecha 19 | Fecha 19 | Fecha 19 | Fecha 19 |
| Fecha       | Local         | Resul    | Visitante        | Estadio         | Set 1    | Set 2    | Set 3    | Set 4    | Set 5    |
| ----------- | ------------- | -------- | ---------------- | --------------- | -------- | -------- | -------- | -------- | -------- |
| 31 de enero | UPCN San Juan | 3 - 0    | Gigantes del Sur | Aldo Cantoni    | 25-18    | 25-13    | 25-18    |          |          |
| 31 de enero | PSM Vóley     | 3 - 2    | Olimpo (BB)      | Gimnasio Paraná | 25-17    | 25-18    | 12-25    | 27-29    | 17-15    |
| 31 de enero | La Unión (F)  | 1 - 3    | Personal         | Cincuentenario  | 23-25    | 25-21    | 21-25    | 23-25    |          |
| 31 de enero | Sarmiento     | 0 - 3    | BA Unidos        | Alejo Gronda    | 19-25    | 22-25    | 24-26    |          |          |
| 31 de enero | Boca RUS      | 3 - 2    | UNTreF Vóley     | Luis Conde      | 25-20    | 25-21    | 20-25    | 22-25    | 21-19    |

| Fecha 20     | Fecha 20      | Fecha 20 | Fecha 20         | Fecha 20        | Fecha 20 | Fecha 20 | Fecha 20 | Fecha 20 | Fecha 20 |
| Fecha        | Local         | Resul    | Visitante        | Estadio         | Set 1    | Set 2    | Set 3    | Set 4    | Set 5    |
| ------------ | ------------- | -------- | ---------------- | --------------- | -------- | -------- | -------- | -------- | -------- |
| 2 de febrero | UPCN San Juan | 3 - 0    | Olimpo (BB)      | Aldo Cantoni    | 25-21    | 25-19    | 25-17    |          |          |
| 2 de febrero | PSM Vóley     | 3 - 2    | Gigantes del Sur | Gimnasio Paraná | 23-25    | 25-18    | 21-25    | 25-23    | 15-9     |
| 2 de febrero | La Unión (F)  | 0 - 3    | BA Unidos        | Cincuentenario  | 24-26    | 20-25    | 23-25    |          |          |
| 2 de febrero | Sarmiento     | 0 - 3    | Personal Bolívar | Alejo Gronda    | 21-25    | 23-25    | 22-25    |          |          |
| 2 de febrero | Boca RUS      | 2 - 3    | UNTreF Vóley     | Luis Conde      | 25-20    | 25-23    | 20-25    | 21-25    | 10-15    |

| Fecha 21     | Fecha 21     | Fecha 21 | Fecha 21         | Fecha 21            | Fecha 21 | Fecha 21 | Fecha 21 | Fecha 21 | Fecha 21 |
| Fecha        | Local        | Resul    | Visitante        | Estadio             | Set 1    | Set 2    | Set 3    | Set 4    | Set 5    |
| ------------ | ------------ | -------- | ---------------- | ------------------- | -------- | -------- | -------- | -------- | -------- |
| 7 de febrero | Boca RUS     | 3 - 2    | Personal Bolívar | Bicentenario, Morón | 28-26    | 33-31    | 23-25    | 20-25    | 20-18    |
| 7 de febrero | UNTreF Vóley | 0 - 3    | BA Unidos        | Bicentenario, Morón | 20-25    | 22-25    | 21-25    |          |          |
| 7 de febrero | La Unión (F) | 3 - 0    | Gigantes del Sur | Cincuentenario      | 30-28    | 25-21    | 25-18    |          |          |
| 7 de febrero | Sarmiento    | 3 - 1    | Olimpo (BB)      | Alejo Gronda        | 22-25    | 25-18    | 25-19    | 25-18    |          |
| 7 de febrero | PSM Vóley    | 2 - 3    | UPCN San Juan    | Gimnasio Paraná     | 20-25    | 22-25    | 33-31    | 25-19    | 8-15     |

| Fecha 22     | Fecha 22     | Fecha 22 | Fecha 22         | Fecha 22            | Fecha 22 | Fecha 22 | Fecha 22 | Fecha 22 | Fecha 22 |
| Fecha        | Local        | Resul    | Visitante        | Estadio             | Set 1    | Set 2    | Set 3    | Set 4    | Set 5    |
| ------------ | ------------ | -------- | ---------------- | ------------------- | -------- | -------- | -------- | -------- | -------- |
| 9 de febrero | Boca RUS     | 3 - 1    | BA Unidos        | Bicentenario, Morón | 19-25    | 25-22    | 25-22    | 25-18    |          |
| 9 de febrero | UNTreF Vóley | 0 - 3    | Personal Bolívar | Bicentenario, Morón | 19-25    | 23-25    | 18-25    |          |          |
| 9 de febrero | La Unión (F) | 3 - 1    | Olimpo (BB)      | Cincuentenario      | 28-26    | 25-14    | 16-25    | 25-21    |          |
| 9 de febrero | Sarmiento    | 2 - 3    | Gigantes del Sur | Alejo Gronda        | 18-25    | 25-21    | 25-21    | 23-25    | 13-15    |
| 9 de febrero | PSM Vóley    | 1 - 3    | UPCN San Juan    | Gimnasio Paraná     | 27-29    | 17-25    | 25-21    | 10-25    |          |

| Fecha 23      | Fecha 23         | Fecha 23 | Fecha 23         | Fecha 23        | Fecha 23 | Fecha 23 | Fecha 23 | Fecha 23 | Fecha 23 |
| Fecha         | Local            | Resul    | Visitante        | Estadio         | Set 1    | Set 2    | Set 3    | Set 4    | Set 5    |
| ------------- | ---------------- | -------- | ---------------- | --------------- | -------- | -------- | -------- | -------- | -------- |
| 14 de febrero | UPCN San Juan    | 3 - 0    | La Unión (F)     | Aldo Cantoni    | 25-23    | 25-19    | 25-12    |          |          |
| 14 de febrero | PSM Vóley        | 0 - 3    | Sarmiento        | Gimnasio Paraná | 23-25    | 16-25    | 20-25    |          |          |
| 14 de febrero | Gigantes del Sur | 0 - 3    | Boca RUS         | Ruca Ché        | 25-27    | 17-25    | 22-25    |          |          |
| 14 de febrero | Olimpo (BB)      | 1 - 3    | UNTreF Vóley     | Norberto Tómas  | 20-25    | 23-25    | 25-17    | 23-25    |          |
| 14 de febrero | BA Unidos        | 3 - 2    | Personal Bolívar | Once Unidos     | 23-25    | 25-22    | 22-25    | 26-24    | 16-14    |

| Fecha 24      | Fecha 24         | Fecha 24 | Fecha 24     | Fecha 24        | Fecha 24 | Fecha 24 | Fecha 24 | Fecha 24 | Fecha 24 |
| Fecha         | Local            | Resul    | Visitante    | Estadio         | Set 1    | Set 2    | Set 3    | Set 4    | Set 5    |
| ------------- | ---------------- | -------- | ------------ | --------------- | -------- | -------- | -------- | -------- | -------- |
| 16 de febrero | UPCN San Juan    | 3 - 1    | Sarmiento    | Aldo Cantoni    | 25-18    | 27-29    | 25-17    | 25-23    |          |
| 16 de febrero | PSM Vóley        | 3 - 0    | La Unión (F) | Gimnasio Paraná | 25-18    | 27-25    | 27-25    |          |          |
| 16 de febrero | Gigantes del Sur | 3 - 2    | UNTreF Vóley | Ruca Ché        | 23-25    | 25-22    | 25-23    | 23-25    | 15-13    |
| 16 de febrero | Olimpo (BB)      | 0 - 3    | Boca RUS     | Norberto Tómas  | 15-25    | 30-32    | 19-25    |          |          |

| Fecha 25      | Fecha 25         | Fecha 25 | Fecha 25         | Fecha 25            | Fecha 25 | Fecha 25 | Fecha 25 | Fecha 25 | Fecha 25 |
| Fecha         | Local            | Resul    | Visitante        | Estadio             | Set 1    | Set 2    | Set 3    | Set 4    | Set 5    |
| ------------- | ---------------- | -------- | ---------------- | ------------------- | -------- | -------- | -------- | -------- | -------- |
| 21 de febrero | Boca RUS         | 0 - 3    | UPCN San Juan    | Luis Conde          | 20-25    | 17-25    | 17-25    |          |          |
| 21 de febrero | UNTreF Vóley     | 3 - 1    | PSM Vóley        | Bicentenario, Morón | 19-25    | 25-20    | 25-21    | 25-14    |          |
| 21 de febrero | Personal Bolívar | 3 - 0    | Gigantes del Sur | Rep. de Venezuela   | 25-19    | 25-21    | 28-26    |          |          |
| 21 de febrero | BA Unidos        | 3 - 0    | Olimpo (BB)      | Once Unidos         | 25-16    | 26-24    | 27-25    |          |          |
| 21 de febrero | Sarmiento        | 2 - 3    | La Unión (F)     | Alejo Gronda        | 25-27    | 25-21    | 19-25    | 25-18    | 13-15    |

| Fecha 26      | Fecha 26         | Fecha 26 | Fecha 26         | Fecha 26            | Fecha 26 | Fecha 26 | Fecha 26 | Fecha 26 | Fecha 26 |
| Fecha         | Local            | Resul    | Visitante        | Estadio             | Set 1    | Set 2    | Set 3    | Set 4    | Set 5    |
| ------------- | ---------------- | -------- | ---------------- | ------------------- | -------- | -------- | -------- | -------- | -------- |
| 23 de febrero | Boca RUS         | 3 - 0    | PSM Vóley        | Luis Conde          | 31-29    | 25-20    | 25-19    |          |          |
| 23 de febrero | UNTreF Vóley     | 0 - 3    | UPCN San Juan    | Bicentenario, Morón | 23-25    | 19-25    | 22-25    |          |          |
| 23 de febrero | Personal Bolívar | 3 - 0    | Olimpo (BB)      | Rep. de Venezuela   | 25-22    | 25-17    | 25-21    |          |          |
| 23 de febrero | BA Unidos        | 3 - 2    | Gigantes del Sur | Once Unidos         | 23-25    | 22-25    | 25-22    | 25-18    | 15-8     |

| Fecha 27      | Fecha 27      | Fecha 27 | Fecha 27         | Fecha 27        | Fecha 27 | Fecha 27 | Fecha 27 | Fecha 27 | Fecha 27 |
| Fecha         | Local         | Resul    | Visitante        | Estadio         | Set 1    | Set 2    | Set 3    | Set 4    | Set 5    |
| ------------- | ------------- | -------- | ---------------- | --------------- | -------- | -------- | -------- | -------- | -------- |
| 28 de febrero | UPCN San Juan | 1 - 3    | Personal Bolívar | Aldo Cantoni    | 18-25    | 24-26    | 25-23    | 15-25    |          |
| 28 de febrero | PSM Vóley     | 0 - 3    | BA Unidos        | Gimnasio Paraná | 22-25    | 13-25    | 15-25    |          |          |
| 28 de febrero | La Unión (F)  | 2 - 3    | Boca RUS         | Cincuentenario  | 20-25    | 25-19    | 25-21    | 20-25    | 11-15    |
| 28 de febrero | Sarmiento     | 3 - 2    | UNTreF Vóley     | Alejo Gronda    | 23-25    | 25-22    | 17-25    | 25-18    | 15-13    |
| 28 de febrero | Olimpo (BB)   | 1 - 3    | Gigantes del Sur | Norberto Tómas  | 22-25    | 18-25    | 25-22    | 22-25    |          |

| Fecha 28   | Fecha 28      | Fecha 28 | Fecha 28         | Fecha 28        | Fecha 28 | Fecha 28 | Fecha 28 | Fecha 28 | Fecha 28 |
| Fecha      | Local         | Resul    | Visitante        | Estadio         | Set 1    | Set 2    | Set 3    | Set 4    | Set 5    |
| ---------- | ------------- | -------- | ---------------- | --------------- | -------- | -------- | -------- | -------- | -------- |
| 2 de marzo | UPCN San Juan | 3 - 2    | BA Unidos        | Aldo Cantoni    | 22-25    | 25-19    | 16-25    | 25-18    | 16-14    |
| 2 de marzo | PSM Vóley     | 0 - 3    | Personal Bolívar | Gimnasio Paraná | 17-25    | 22-25    | 19-25    |          |          |
| 2 de marzo | La Unión (F)  | 3 - 0    | UNTreF Vóley     | Cincuentenario  | 25-21    | 25-23    | 25-19    |          |          |
| 2 de marzo | Sarmiento     | 3 - 1    | Boca RUS         | Alejo Gronda    | 25-18    | 25-16    | 23-25    | 25-22    |          |
| 2 de marzo | Olimpo (BB)   | 1 - 3    | Gigantes del Sur | Norberto Tómas  | 25-22    | 16-25    | 18-25    | 13-25    |          |

| Fecha 29   | Fecha 29         | Fecha 29 | Fecha 29      | Fecha 29          | Fecha 29 | Fecha 29 | Fecha 29 | Fecha 29 | Fecha 29 |
| Fecha      | Local            | Resul    | Visitante     | Estadio           | Set 1    | Set 2    | Set 3    | Set 4    | Set 5    |
| ---------- | ---------------- | -------- | ------------- | ----------------- | -------- | -------- | -------- | -------- | -------- |
| 9 de marzo | Gigantes del Sur | 0 - 3    | UPCN San Juan | Ruca Ché          | 18-25    | 22-25    | 23-25    |          |          |
| 9 de marzo | Olimpo (BB)      | 1 - 3    | PSM Vóley     | Norberto Tómas    | 20-25    | 25-23    | 20-25    | 22-25    |          |
| 9 de marzo | Personal Bolívar | 3 - 1    | La Unión (F)  | Rep. de Venezuela | 23-25    | 25-17    | 29-27    | 25-23    |          |
| 9 de marzo | BA Unidos        | 3 - 0    | Sarmiento     | Once Unidos       | 25-20    | 25-21    | 25-23    |          |          |

| Fecha 30         | Fecha 30         | Fecha 30      | Fecha 30            | Fecha 30 | Fecha 30 | Fecha 30 | Fecha 30 | Fecha 30 | Fecha 30 |
| Fecha            | Local            | Resul         | Visitante           | Estadio  | Set 1    | Set 2    | Set 3    | Set 4    | Set 5    |
| ---------------- | ---------------- | ------------- | ------------------- | -------- | -------- | -------- | -------- | -------- | -------- |
|                  | Gigantes del Sur | 1 - 3         | PSM Vóley           | Ruca Ché | 20-25    | 22-25    | 25-19    | 19-25    |          |
| Olimpo (BB)      | 0 - 3            | UPCN San Juan | Norberto Tómas      | 20-25    | 21-25    | 21-25    |          |          |          |
| Personal Bolívar | 1 - 3            | Sarmiento     | Rep. de Venezuela   | 22-25    | 19-25    | 25-15    | 22-25    |          |          |
| BA Unidos        | 3 - 2            | La Unión (F)  | Once Unidos         | 25-12    | 25-17    | 19-25    | 19-25    | 16-14    |          |
| UNTreF Vóley     | 3 - 1            | Boca RUS      | Bicentenario, Morón | 25-21    | 15-25    | 27-25    | 25-19    |          |          |

## Súper 4
El "Súper 4" de esta temporada incluyó a los cuatro mejores equipos posicionados en la tabla para antes de final de año, se disputó en el "Estadio Néstor Kirchner" de Miramar, provincia de Buenos Aires y Personal Bolívar se proclamó campeón al vencer a Buenos Aires Unidos en tres sets y se clasificó al torneo continental.
|  | Semifinales | Semifinales         | Semifinales         |                     |                  | Final            | Final | Final |  |
|  |             |                     |                     |                     |                  |                  |       |       |  |
|  |             |                     |                     |                     |                  |                  |       |       |  |
|  | 1           | Personal Bolívar    | 3                   |                     |                  |                  |       |       |  |
|  | 1           | Personal Bolívar    | 3                   |                     |                  |                  |       |       |  |
|  | 4           | UPCN San Juan       | 1                   |                     |                  |                  |       |       |  |
|  | 4           | UPCN San Juan       | 1                   |                     | Personal Bolívar | Personal Bolívar | 3     |       |  |
|  |             |                     |                     |                     | Personal Bolívar | Personal Bolívar | 3     |       |  |
|  |             |                     | Buenos Aires Unidos | Buenos Aires Unidos | 0                |                  |       |       |  |
|  | 3           | Buenos Aires Unidos | Buenos Aires Unidos | Buenos Aires Unidos | 0                | 3                |       |       |  |
|  | 3           | Buenos Aires Unidos |                     |                     |                  | 3                |       |       |  |
|  | 2           | Boca Río Uruguay    | 0                   |                     |                  |                  |       |       |  |
|  | 2           | Boca Río Uruguay    | 0                   |                     |                  |                  |       |       |  |
|  |             |                     |                     |                     |                  |                  |       |       |  |

### Semifinales
| Fecha           | Local               | Resul | Visitante           | Set 1 | Set 2 | Set 3 | Set 4 | Set 5 |
| --------------- | ------------------- | ----- | ------------------- | ----- | ----- | ----- | ----- | ----- |
| 21 de diciembre | Personal Bolívar    | 3 - 1 | UPCN San Juan       | 25-15 | 25-21 | 23-25 | 25-20 |       |
| 21 de diciembre | Buenos Aires Unidos | 3 - 0 | Río Uruguay Seguros | 28-26 | 25-14 | 25-21 |       |       |

### Final
| Fecha           | Local               | Resul | Visitante         | Set 1 | Set 2 | Set 3 | Set 4 | Set 5 |
| --------------- | ------------------- | ----- | ----------------- | ----- | ----- | ----- | ----- | ----- |
| 22 de diciembre | Buenos Aires Unidos | 0 - 3 | Personal Bolívaar | 20-25 | 20-25 | 20-25 |       |       |

## Segunda fase, play-offs
|  | Cuartos de final | Cuartos de final    | Cuartos de final |                   |     | Semifinales         | Semifinales | Semifinales |  |     | Final               | Final | Final |  |
|  |                  |                     |                  |                   |     |                     |             |             |  |     |                     |       |       |  |
|  |                  |                     |                  |                   |     |                     |             |             |  |     |                     |       |       |  |
|  | 1.º              | Buenos Aires Unidos | 3                |                   |     |                     |             |             |  |     |                     |       |       |  |
|  | 1.º              | Buenos Aires Unidos | 3                |                   |     |                     |             |             |  |     |                     |       |       |  |
|  | 8.º              | Gigantes del Sur    | 0                |                   |     |                     |             |             |  |     |                     |       |       |  |
|  | 8.º              | Gigantes del Sur    | 0                |                   | 1.º | Buenos Aires Unidos | 3           |             |  |     |                     |       |       |  |
|  |                  |                     |                  |                   | 1.º | Buenos Aires Unidos | 3           |             |  |     |                     |       |       |  |
|  |                  |                     | 5.º              | Sarmiento Santana | 0   |                     |             |             |  |     |                     |       |       |  |
|  | 4.º              | Boca Río Uruguay    | 5.º              | Sarmiento Santana | 0   | 2                   |             |             |  |     |                     |       |       |  |
|  | 4.º              | Boca Río Uruguay    |                  |                   |     |                     |             |             |  |     |                     |       |       |  |
|  | 5.º              | Sarmiento Santana   | 3                |                   |     |                     |             |             |  |     |                     |       |       |  |
|  | 5.º              | Sarmiento Santana   | 3                |                   |     |                     |             |             |  | 1.º | Buenos Aires Unidos | 0     |       |  |
|  |                  |                     |                  |                   |     |                     |             |             |  | 1.º | Buenos Aires Unidos | 0     |       |  |
|  |                  |                     | 3.º              | UPCN San Juan     | 3   |                     |             |             |  |     |                     |       |       |  |
|  | 3.º              | UPCN San Juan       | 3.º              | UPCN San Juan     | 3   | 3                   |             |             |  |     |                     |       |       |  |
|  | 3.º              | UPCN San Juan       |                  |                   |     |                     |             |             |  |     |                     |       |       |  |
|  | 6.º              | La Unión de Formosa | 0                |                   |     |                     |             |             |  |     |                     |       |       |  |
|  | 6.º              | La Unión de Formosa | 0                |                   | 3.º | UPCN San Juan       | 3           |             |  |     |                     |       |       |  |
|  |                  |                     |                  |                   | 3.º | UPCN San Juan       | 3           |             |  |     |                     |       |       |  |
|  |                  |                     | 2.º              | Personal Bolívar  | 1   |                     |             |             |  |     |                     |       |       |  |
|  | 2.º              | Personal Bolívar    | 2.º              | Personal Bolívar  | 1   | 3                   |             |             |  |     |                     |       |       |  |
|  | 2.º              | Personal Bolívar    |                  |                   |     |                     |             |             |  |     |                     |       |       |  |
|  | 7.º              | PSM Vóley           | 0                |                   |     |                     |             |             |  |     |                     |       |       |  |
|  | 7.º              | PSM Vóley           | 0                |                   |     |                     |             |             |  |     |                     |       |       |  |
|  |                  |                     |                  |                   |     |                     |             |             |  |     |                     |       |       |  |

### Cuartos de final
| Fecha       | Local               | Resul | Visitante           | Set 1 | Set 2 | Set 3 | Set 4 | Set 5 |
| ----------- | ------------------- | ----- | ------------------- | ----- | ----- | ----- | ----- | ----- |
| 16 de marzo | Buenos Aires Unidos | 3 - 0 | Gigantes del Sur    | 25-15 | 25-14 | 25-17 |       |       |
| 18 de marzo | Buenos Aires Unidos | 3 - 1 | Gigantes del Sur    | 25-21 | 21-25 | 25-23 | 25-20 |       |
| 23 de marzo | Gigantes del Sur    | 1 - 3 | Buenos Aires Unidos | 18-25 | 25-22 | 20-25 | 31-33 |       |

| Fecha       | Local                      | Resul | Visitante                  | Set 1 | Set 2 | Set 3 | Set 4 | Set 5 |
| ----------- | -------------------------- | ----- | -------------------------- | ----- | ----- | ----- | ----- | ----- |
| 16 de marzo | Boca Río Uruguay Seguros   | 3 - 2 | Sarmiento Santana Textiles | 25-22 | 27-25 | 19-25 | 19-25 | 15-12 |
| 18 de marzo | Boca Río Uruguay Seguros   | 3 - 2 | Sarmiento Santana Textiles | 25-27 | 25-16 | 21-25 | 25-21 | 17-15 |
| 23 de marzo | Sarmiento Santana Textiles | 3 - 1 | Boca Río Uruguay Seguros   | 25-21 | 23-25 | 25-23 | 25-22 |       |
| 25 de marzo | Sarmiento Santana Textiles | 3 - 0 | Boca Río Uruguay Seguros   | 25-19 | 25-19 | 25-21 |       |       |
| 28 de marzo | Boca Río Uruguay Seguros   | 1 - 3 | Sarmiento Santana Textiles | 37-39 | 25-23 | 14-25 | 22-25 |       |

| Fecha       | Local               | Resul | Visitante           | Set 1 | Set 2 | Set 3 | Set 4 | Set 5 |
| ----------- | ------------------- | ----- | ------------------- | ----- | ----- | ----- | ----- | ----- |
| 16 de marzo | UPCN San Juan       | 3 - 0 | La Unión de Formosa | 25-18 | 25-22 | 25-22 |       |       |
| 18 de marzo | UPCN San Juan       | 3 - 1 | La Unión de Formosa | 25-15 | 23-25 | 25-19 | 25-21 |       |
| 23 de marzo | La Unión de Formosa | 1 - 3 | UPCN San Juan       | 22-25 | 19-25 | 25-22 | 23-25 |       |

| Fecha       | Local            | Resul | Visitante        | Set 1 | Set 2 | Set 3 | Set 4 | Set 5 |
| ----------- | ---------------- | ----- | ---------------- | ----- | ----- | ----- | ----- | ----- |
| 16 de marzo | Personal Bolívar | 3 - 0 | PSM Vóley        | 25-12 | 25-19 | 25-20 |       |       |
| 17 de marzo | Personal Bolívar | 3 - 0 | PSM Vóley        | 25-18 | 25-21 | 25-23 |       |       |
| 23 de marzo | PSM Vóley        | 0 - 3 | Personal Bolívar | 22-25 | 21-25 | 15-25 |       |       |

### Semifinales
| Fecha      | Local                      | Resul | Visitante                  | Set 1 | Set 2 | Set 3 | Set 4 | Set 5 |
| ---------- | -------------------------- | ----- | -------------------------- | ----- | ----- | ----- | ----- | ----- |
| 1 de abril | Buenos Aires Unidos        | 3 - 1 | Sarmiento Santana Textiles | 23-25 | 25-20 | 25-22 | 25-17 |       |
| 3 de abril | Buenos Aires Unidos        | 3 - 0 | Sarmiento Santana Textiles | 25-18 | 25-13 | 25-15 |       |       |
| 6 de abril | Sarmiento Santana Textiles | 0 - 3 | Buenos Aires Unidos        | 23-25 | 23-25 | 20-25 |       |       |

| Fecha      | Local            | Resul | Visitante        | Set 1 | Set 2 | Set 3 | Set 4 | Set 5 |
| ---------- | ---------------- | ----- | ---------------- | ----- | ----- | ----- | ----- | ----- |
| 1 de abril | Personal Bolívar | 3 - 0 | UPCN San Juan    | 25-22 | 25-20 | 25-17 |       |       |
| 3 de abril | Personal Bolívar | 2 - 3 | UPCN San Juan    | 22-25 | 25-23 | 22-25 | 29-27 | 13-15 |
| 6 de abril | UPCN San Juan    | 3 - 0 | Personal Bolívar | 25-22 | 25-23 | 27-25 |       |       |
| 8 de abril | UPCN San Juan    | 3 - 1 | Personal Bolívar | 14-25 | 25-22 | 25-20 | 25-19 |       |

### Final
| Fecha       | Local               | Resul | Visitante           | Set 1 | Set 2 | Set 3 | Set 4 | Set 5 |
| ----------- | ------------------- | ----- | ------------------- | ----- | ----- | ----- | ----- | ----- |
| 15 de abril | Buenos Aires Unidos | 1 - 3 | UPCN San Juan       | 25-21 | 24-26 | 21-25 | 15-25 |       |
| 16 de abril | Buenos Aires Unidos | 2 - 3 | UPCN San Juan       | 22-25 | 25-21 | 31-29 | 19-25 | 13-15 |
| 22 de abril | UPCN San Juan       | 3 - 2 | Buenos Aires Unidos | 28-30 | 20-25 | 25-20 | 25-22 | 15-10 |

| boder                       |
| UPCN San Juan Tercer título |